# Sultan Pur
Sultan Pur è una suddivisione dell'India, classificata come census town, di 11.336 abitanti, situata nel distretto di Delhi Sud, nello territorio federato di Delhi. In base al numero di abitanti la città rientra nella classe IV (da 10.000 a 19.999 persone).

## Geografia fisica
La città è situata a 28° 29' 35 N e 77° 09' 36 E.

## Società

### Evoluzione demografica
Al censimento del 2001 la popolazione di Sultan Pur assommava a 11.336 persone, delle quali 6.508 maschi e 4.828 femmine. I bambini di età inferiore o uguale ai sei anni assommavano a 1.718, dei quali 914 maschi e 804 femmine. Infine, coloro che erano in grado di saper almeno leggere e scrivere erano 7.782, dei quali 4.857 maschi e 2.925 femmine.